# 山形県災害拠点病院

山形県の地域圏図

山形県災害拠点病院（やまがたけんさいがいきょてんびょういん）は、山形県にある災害時の救急医療の拠点となる災害拠点病院である。

## 概要
県内や近県で災害が発生し、通常の医療体制では被災者に対する適切な医療を確保することが困難な状況となった場合に、山形県知事の要請により傷病者の受け入れや医療救護班の派遣等を行う。7病院が指定されており、山形県立中央病院が全県の災害医療を統括する基幹災害拠点病院、その他病院が各医療圏に対応する地域災害拠点病院となっている。
県庁には災害時医療体制の整備を図るため、2012年6月から全県を統括する山形県災害医療統括コーディネーターが、2013年3月から二次保健医療圏ごとに山形県地域災害医療コーディネーターが配置されている。

### 拠点病院の条件
- 建物が耐震耐火構造であること。
- 資器材等の備蓄があること。
- 応急収容するために転用できる場所があること。
- 応急用資器材、自家発電機、応急テント等により自己完結できること。（外部からの補給が滞っても簡単には病院機能を喪失しないこと）
- 近接地にヘリポートが確保できること。

## DMAT
2013年3月30日時点で、災害派遣医療チーム（DMAT）は、災害拠点病院に13チーム、および山形大学医学部附属病院に3チームの合計16チームが編成されている。

## 病院一覧
| 基幹災害拠点病院 | 基幹災害拠点病院   | 基幹災害拠点病院               | 基幹災害拠点病院                       | 基幹災害拠点病院 | 基幹災害拠点病院 |
| 2次医療圏 | 病院名             | 住所                           | 位置                                   | DMAT             | 三次救急         |
| --- | ------------------ | ------------------------------ | -------------------------------------- | ---------------- | ---------------- |
| 県全域 | 山形県立中央病院   | 山形県山形市大字青柳1800       | 北緯38度18分0.5秒 東経140度20分45.6秒  | 3チーム          | 救命/DH          |
| 地域災害拠点病院 |                    |                                |                                        |                  |                  |
| 2次医療圏 | 病院名             | 住所                           | 位置                                   | DMAT             | 三次救急         |
| 村山 | 山形市立病院済生館 | 山形県山形市七日町1丁目3-26    | 北緯38度15分9.4秒 東経140度20分14.6秒  | 1チーム          | -                |
| 村山 | 山形済生病院       | 山形県山形市沖町79-1           | 北緯38度17分6.4秒 東経140度20分5.8秒   | 2チーム          | -                |
| 置賜 | 公立置賜総合病院   | 山形県東置賜郡川西町西大塚2000 | 北緯38度2分59.5秒 東経140度3分23.3秒   | 3チーム          | 救命             |
| 庄内 | 日本海総合病院     | 山形県酒田市あきほ町30         | 北緯38度53分25.5秒 東経139度51分14.9秒 | 2チーム          | 救命             |
| 庄内 | 鶴岡市立荘内病院   | 山形県鶴岡市泉町4-20           | 北緯38度43分54秒 東経139度49分46秒     | 1チーム          | -                |
| 最上 | 山形県立新庄病院   | 山形県新庄市若葉町12-55        | 北緯38度45分32秒 東経140度18分7.3秒    | 1チーム          | -                |
| 2013年3月31日時点 （凡例） 高度：高度救命救急センター、救命：救命救急センター、地域：地域救命救急センター、DH：ドクターヘリ基地病院 |                    |                                |                                        |                  |                  |